# Олимпийский комитет Ганы
Олимпийский комитет Ганы (англ. Ghana Olympic Committee) — организация, представляющая Республику Гана в международном олимпийском движении. Основан и зарегистрирован в 1952 году. 
Штаб-квартира расположена в Аккре. Является членом Международного олимпийского комитета, Ассоциации национальных олимпийских комитетов Африки и других международных спортивных организаций. Осуществляет деятельность по развитию спорта в Гане.
В настоящее время комитет возглавляет Бенсон Баба, пост генерального секретаря занимает Альберт Теттей.

## Медали
| Медаль  | Спортсмен                           | Олимпийские игры | Вид    | Дисциплина      |
| ------- | ----------------------------------- | ---------------- | ------ | --------------- |
| Бронза  | Олимпийская сборная Ганы по футболу | Барселона, 1992  | Футбол | Мужчины         |
| Бронза  | Принс Амартей                       | Мюнхен, 1972     | Бокс   | Средний вес     |
| Бронза  | Эдди Блэй                           | Токио, 1964      | Бокс   | Полусредний вес |
| Серебро | Клемент Куарти                      | Рома, 1960       | Бокс   | Полусредний вес |